# جان تاونر
سِـر جان کنث تاونر (انگلیسی: Sir John Kenneth Tavener؛ ‏ زاده ۲۸ ژانویه ۱۹۴۴ - درگذشته ۱۲ نوامبر ۲۰۱۳) آهنگساز بریتانیایی، و یکی از معدود آهنگسازان معاصری بود که شهرتش از مرز دنیای موسیقی کلاسیک گذشته بود و محبوبیتی فراگیر داشت.
به عقیده برخی از سرشناسان موسیقی از جمله “پیتر ماکسول دیویس”، تاونر از بزرگترین آهنگ‌سازان معنوی قرن بیستم به شمار می‌آید.

## زندگی
او در ۲۸ ژانویهٔ ۱۹۴۴ در لندن به دنیا آمد و از نسل جان تاورنر، آهنگساز قرن شانزدهم بود.
جان تاونر در نوجوانی در کلیسای پرسباتریان لندن ارگ می‌نواخت و از همان زمان پیشرفت در هنر موسیقی را آغاز کرد. او پیانیست و ارگ نواز برجسته‌ای بود و در آکادمی سلطنتی موسیقی تحصیل کرده بود. جان تاونر فردی مذهبی بود و در سال ۱۹۷۷ به کلیسای ارتدوکس روسی گرویده بود. از او نقل شده که گفته بود: "راه من به سوی خدا نوشتن موسیقی بوده." او زمانی موسیقی را "جوهر خداً توصیف کرده بود. او معتقد بود که در سنت‌های شرق، جوهره‌ای وجود دارد که در غرب از دست رفته است.
آقای تاونر با اثر بزرگ "وال" به شهرت رسید که در سال ۱۹۶۸، لیبل اپل متعلق بیتل‌ها آن را منتشر کرد.
در سال ۱۹۹۲، قطعه "نقاب نگهبان" تا چندین ماه در صدر آثار پرفروش کلاسیک قرار گرفت و اجرای اثر دیگری از او در مراسم تدفین پرنسس دیانا در سال ۱۹۹۷ شهرت او را بیشتر کرد.
از آثار شاخص او اثری است با عنوان "بره" با الهام از شعری همنام آن، سروده ویلیام بلیک و "شروع تازه" که در سال ۱۹۹۹ و در آستانه قرن جدید، در ساختمان ملینیوم لندن اجرا شد.
سه اثر از آثار تازه جان تاونر در جشنواره بین‌المللی منچستر در تابستان ۲۰۱۳ اجرا شد و نخستین اجرا از آخرین اثر او با عنوان «غزل‌های شکسپیر» پس از مرگش در کلیسای جامع ساتواک لندن اجرا شد.
تاونر در بخش زیادی از عمرش، وضع جسمی خوبی نداشت و در سال‌های ۱۹۷۹ و ۲۰۰۷ سکته قلبی کرده بود. او که از نارسایی‌های قلبی مختلفی رنج می‌برد، شامگاه دوازدهم نوامبر ۲۰۱۳ در خانه‌اش در شهر دورست، در جنوب غربی انگلستان در سن ۶۹ سالگی درگذشت.

## افتخارات و جوایز
او دو بار نامزد جایزه موسیقی مرکوری (در سال ۱۹۹۲ و ۱۹۹۷) شد و در سال ۲۰۰۰ به لقب "سر" مفتخر شد. او همچنین در سال ۲۰۰۲، جایزه بهترین اثر کلاسیک معاصر را برای "سوگواری‌ها و ستایش ها" را برد.